# Раффаэли, София
София Раффаэли (итал. Sofia Raffaeli; род. 19 января 2004, Кьяравалле, Марке, Италия) — итальянская художественная гимнастка, бронзовый призер Олимпийских игр 2024 , многократная чемпионка мира и Европы.

## Карьера

### Начало
София Раффаэли начала заниматься художественной гимнастикой в возрасте 7 лет под руководством Джульетты Канталуппи, Кристины Гиуровой и Биляны Дьяковой в клубе Фабриано. Международный дебют пришёлся на чемпионат Европы среди юниоров 2018 года, где Раффаэли заняла 5 место в финале с булавами. На юниорском чемпионате мира в 2019 году завоевала три серебряные медали, в командном состязании, ленте и в булавах.

### 2020
В 2020 году состоялся дебют Софии на взрослых соревнованиях на национальном уровне. На чемпионате Италии она заняла третье место в многоборье, первое место в упражнении с булавами, второе место в упражнении с мячом. 

### 2021
София финишировала десятой в многоборье на Кубке мира в Софии,в финале отдельных видов Раффаэли сумела выиграть серебряную медаль в булавах и бронзовую медаль в мяче. На Кубке мира в Ташкенте гимнастка завоевала две серебряные медали в финалах с лентой и обручем.
В мае Раффаэли участвовала в Кубке мира в Пезаро, где стала восьмой в многоборье. На национальном первенстве Италии София заняла второе место в многоборье, что позволяло ей представить свою страну на Олимпийских играх 2020 года в Токио, но по решению главного тренера сборной Эмануэллы Маккарани спортсменка не попала в заявку на эти соревнования. София Раффаэли и Александра Аджиуджиукулезе были избраны представлять Италию на чемпионате Европы по художественной гимнастике 2021 года. Раффаэли стала восьмой в многоборье и в финале с булавами. 
На чемпионате мира 2021 года завоевала бронзу в соревнованиях с обручем и серебро в командном состязании.

### 2022

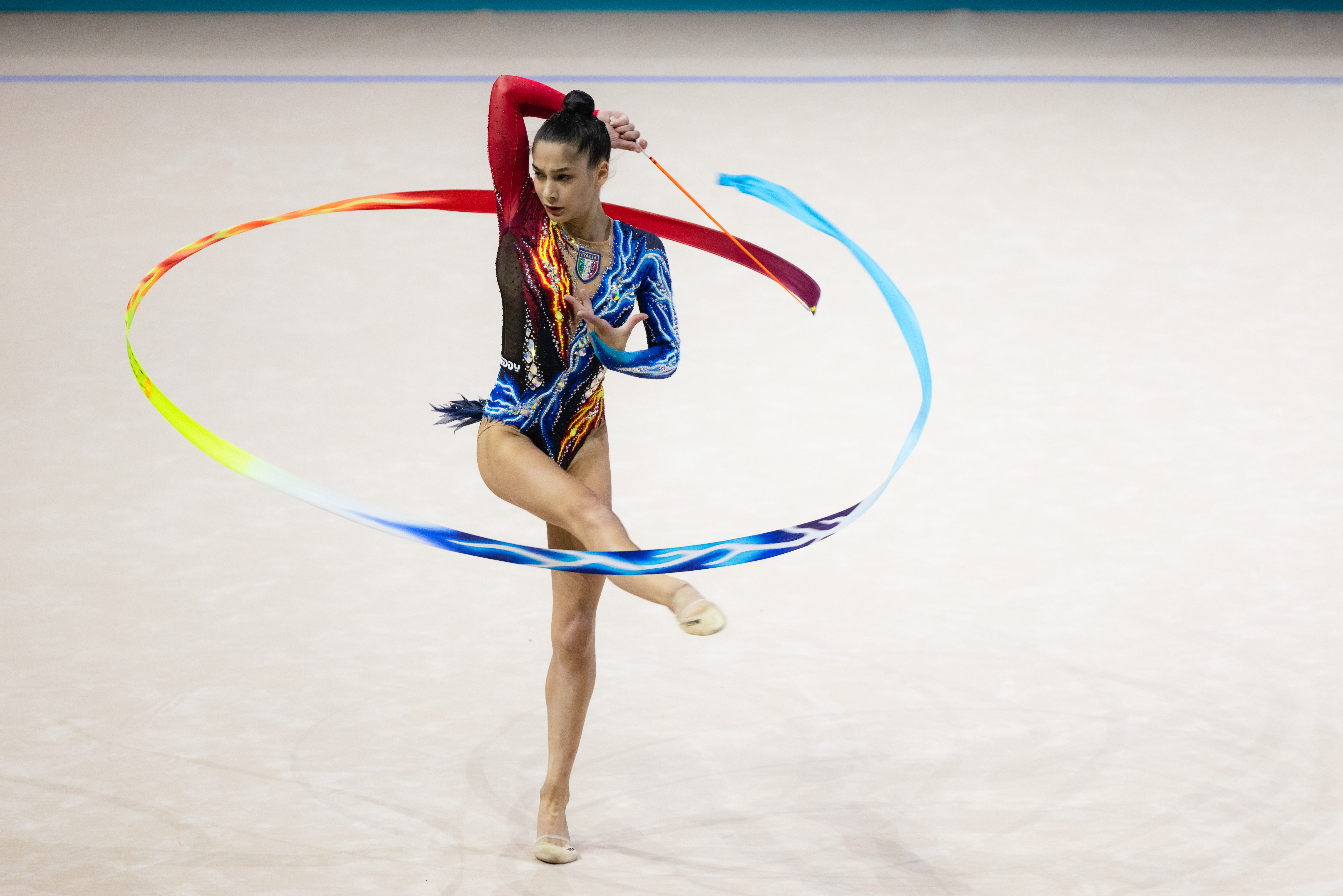
На чемпионате Европы 2022

Раффаэли выступала на Кубке мира 2022 года в Афинах и выиграла золотую медаль в многоборье,  в финалах с мячом и с булавами и серебряную медаль с обручем. 8-10 апреля Раффаэли участвовала в Кубке мира 2022 года в Софии, где завоевала серебряную медаль в многоборье, проиграв Боряне Калейн. Она также завоевала 3 серебряные медали в упражнениях с обручем, мячом, булавами и заняла 6-е место в финале с лентой. После этого Раффаэли выступала на Кубке мира в Баку, где она одержала вторую победу  в многоборье в своей карьере, опередив Боряну Калейн и  Милену Бальдассарри. Она также выиграла золотую медаль с обручем, две бронзовые медали с мячом и булавами и заняла 5-е место в упражнении с лентой.
Далее София Раффаэли выступила на  Чемпионате Италии 2022 года, на котором она завоевала золотую медаль в многоборье, а также сумела завоевать четыре золотые медали в финалах с мячом, обручем, лентой, булавами, опередив Милену Бальдассарри. 3-5 июня Раффаэли участвовала в Кубке мира 2022 года в Пезаро, где вновь завоевала золотую медаль в многоборье. Вдобавок, она выиграла 3 золотые медали в финале с обручем, мячом и булавами и серебряную медаль с лентой.
С 15 по 19 июня Раффаэли участвовала в чемпионате Европы 2022 года в Тель-Авиве, Израиль, где она завоевала 2 золотые и 2 серебряные медали соответственно в упражнениях с обручем, булавами, мячом и командном состязании, что сделало ее первой итальянской художественной гимнасткой, завоевавшей золотую медаль на чемпионате Европы.
Раффаэли представляла Италию на Всемирных играх 2022, на этих соревнованиях она завоевала золотую медаль в финале с булавами и две серебряные медали в финале с обручем и мячом. 26-28 августа Раффаэли участвовала в Мировом кубке вызова в Клуж-Напоке, где завоевала золотую медаль в многоборье, став первой итальянской художественной гимнасткой, завоевавшей золотую медаль в многоборье на Кубке мира вызова.  Кроме того, она выиграла 2 золотые медали в финале с обручем и лентой и бронзовую медаль с булавами.
С 14 по 18 сентября 2022 года Раффаэли представляла Италию на чемпионате мира в Софии, Болгария, где она завоевала 5 золотых медалей в многоборье, с обручем, мячом, лентой и командном зачёте и бронзовую медаль в финале с булавами.

### 2023
Первым стартом в сезоне стал этап Гран-при в Марбелье, Испания. София выиграла многоборье. В финале отдельных видов София завоевала золотую медаль в финале с лентой и серебряную медаль в финале с булавами. 18 марта Раффаэли приняла участие в Кубке мира 2023 в Афинах. Она победила в многоборье, в финале с обручем и заняла второе место в финале с мячом. Далее София участвовала в Кубке мира в Софии, где стала второй в многоборье и в финале с мячом, третьей в финалах с булавами и обручем. 15 апреля гимнастка выступала на Кубке мира 2023 в Ташкенте, она выиграла 5 золотых медалей. На этапе Кубка мира в Баку Раффаэли заняла второе место в многоборье, уступив Стиляне Николовой.
На чемпионате Европы 2023 года завоевала две золотые и одну серебряную медаль. На чемпионате Италии Раффаэли выиграла 5 золотых медалей. На чемпионате Италии гимнастка выиграла 5 золотых медалей.
В том же году на чемпионате мира завоевала три серебряные медали  в многоборье, в финалах с мячом и обручем и одну бронзовую медаль в командном первенстве.

### 2024
Первым соревнованием олимпийского сезона стал этап Кубка мира в Афинах. София завоевала две серебряные  медали в финалах с мячом и обручем. Далее Раффаэли приняла участие в этапе Кубка мира  Софии, Болгария. Гимнастка выиграла  бронзовую медаль в финале с обручем, золотую медаль в финале с булавами.  На этапе Кубка мира в Баку София стала третьей в многоборье, уступив Дарье Варфоломеевой, Эльвире Краснобаевой. В финале с обручем София завоевала серебро, в финале с булавами золото. 
3-5 мая София принимала участие в  Кубке Европы 2024, завоевала серебро в многоборье, золото с обручем, серебро с булавами, бронзу с лентой.  С  23 мая по 26 мая Раффаэли представляла Италию на чемпионате Европы 2024 по художественной гимнастике в Будапеште. София стала второй в многоборье, первой в финале с мячом, второй в финале с лентой. Также Раффаэли выиграла серебряную медаль в командном соревновании.